# Casa Pau (Arnes)
La Casa Pau és un edifici del municipi d'Arnes (Terra Alta) que forma part de l'Inventari del Patrimoni Arquitectònic de Catalunya. És un edifici medieval entremitgeres, constituït per planta baixa, planta pis i golfes.

## Descripció
Els murs són de carreus de pedra. Les dovelles de la porta d'entrada s'han mutilat amb un balcó que abans no existia i que ara ocupa tota l'amplada de la crugia, encara que s'integra dins la tipologia rural de les edificacions. La primera planta està revocada i emblanquinada. Les golfes estan totalment obertes a l'exterior, fet poc habitual. L'únic tancament és una barana metàl·lica. La coberta és actualment de fibrociment amb caràcter provisional i està prevista la seva reconstrucció amb teulada àrab. Crida l'atenció el sistema que conserva per a tancar la porta d'accés. Una barra de fusta s'amaga dins del mur de pedra massís quan s'obre la porta, i s'estira per a barrar-la.